# Zaine Francis-Angol
Zaine Francis-Angol, né le 30 juin 1993 dans le quartier de Waltham Forest à Londres, est un footballeur international antiguayen. Il évolue au poste d'arrière gauche à Oldham Athletic.

## Biographie
Il habite en Angleterre durant son adolescence et se forme à Motherwell où il passe professionnel.
Le 6 juin 2017, il signe un contrat de deux saisons et demie avec l'AFC Fylde.
Le 13 juillet 2019, il signe un contrat avec Accrington Stanley.

## Palmarès
- FA Trophy :
  - Vainqueur : 2019.

- Championnat d'Angleterre D5
  - Vainquier : 2022

## Statistiques
| Saison    | Club          | Pays           | Championnat | Coupes nationales | Coupes d'Europe | Antigua-et-Barbuda |
| --------- | ------------- | -------------- | ----------- | ----------------- | --------------- | ------------------ |
| 2012-2013 | Motherwell FC | Premier League | 21 matchs   | 2 matchs          | 2 matchs (C3)   | 4 matchs           |

Dernière mise à jour le 14 septembre 2013